# Friederike Nadig
Friederike Nadig, född 1897 i Herford, död 1970, var en tysk politiker (socialdemokrat). Hon var ledamot i den tyska riksdagen 1919–1933 och 1949–1961. Weber var en av de fyra kvinnor som deltog i skrivandet av Weimarrepublikens konstitution 1919 och såg till att könens lika rättigheter togs med där, något som gett henne och de övriga tre, Elisabeth Selbert, Helene Weber och Helene Wessel, namnet Grundlagens Mödrar.